# Bjørn Borgen
Bjørn Borgen (Fredrikstad, 22 settembre 1937 – Fredrikstad, 18 novembre 2015) è stato un calciatore norvegese, di ruolo centrocampista.

## Carriera

### Club
Borgen debuttò nel Fredrikstad nel campionato 1956-1957. Rimase in squadra fino al 1959, anno in cui si trasferì al Lyn Oslo. Nel 1960 tornò al Fredrikstad, dove rimase fino al 1968.

### Nazionale
Conta 35 presenze e 6 reti per la Norvegia. Esordì il 12 giugno 1957, quando fu titolare nel successo per 2-1 sull'Ungheria. Il 29 giugno 1958 realizzò la prima marcatura, nella vittoria per 1-2 in casa della Danimarca.

## Palmarès

### Club

#### Competizioni nazionali
- Campionato norvegese: 3

Fredrikstad: 1956-1957, 1959-1960, 1960-1961
- Coppa di Norvegia: 3

Fredrikstad: 1957, 1961 1966